# Juan Sala Feliu
Juan Sala Feliu (Pego, 1847 - 1885) fou un advocat i polític valencià, fill de Pedro Sala Císcar. Fou diputat a les Corts Espanyoles durant la restauració borbònica.

## Biografia
Es llicencià en filosofia i lletres i milità en el Partit Conservador, amb el que fou diputat a la Diputació d'Alacant el 1877 i pel districte de Pego a les eleccions generals espanyoles de 1879. El 1881 va formar part de la Unió Catòlica de València amb Ciril Amorós i Pastor, però a les eleccions generals espanyoles de 1881 fou derrotat pel liberal Enrique Bushell y Laussat. Fou elegit diputat per Pego a les eleccions generals espanyoles de 1884, però no va acabar el mandat, ja que va morir durant l'epidèmia de còlera de 1885. El seu lloc polític fou ocupat pel seu cunyat Antonio Torres Orduña.